# Pierre de Bougettin
La Pierre de Bougettin est une pierre à sculptures situés à Dingé dans le département français d'Ille-et-Vilaine.

## Description

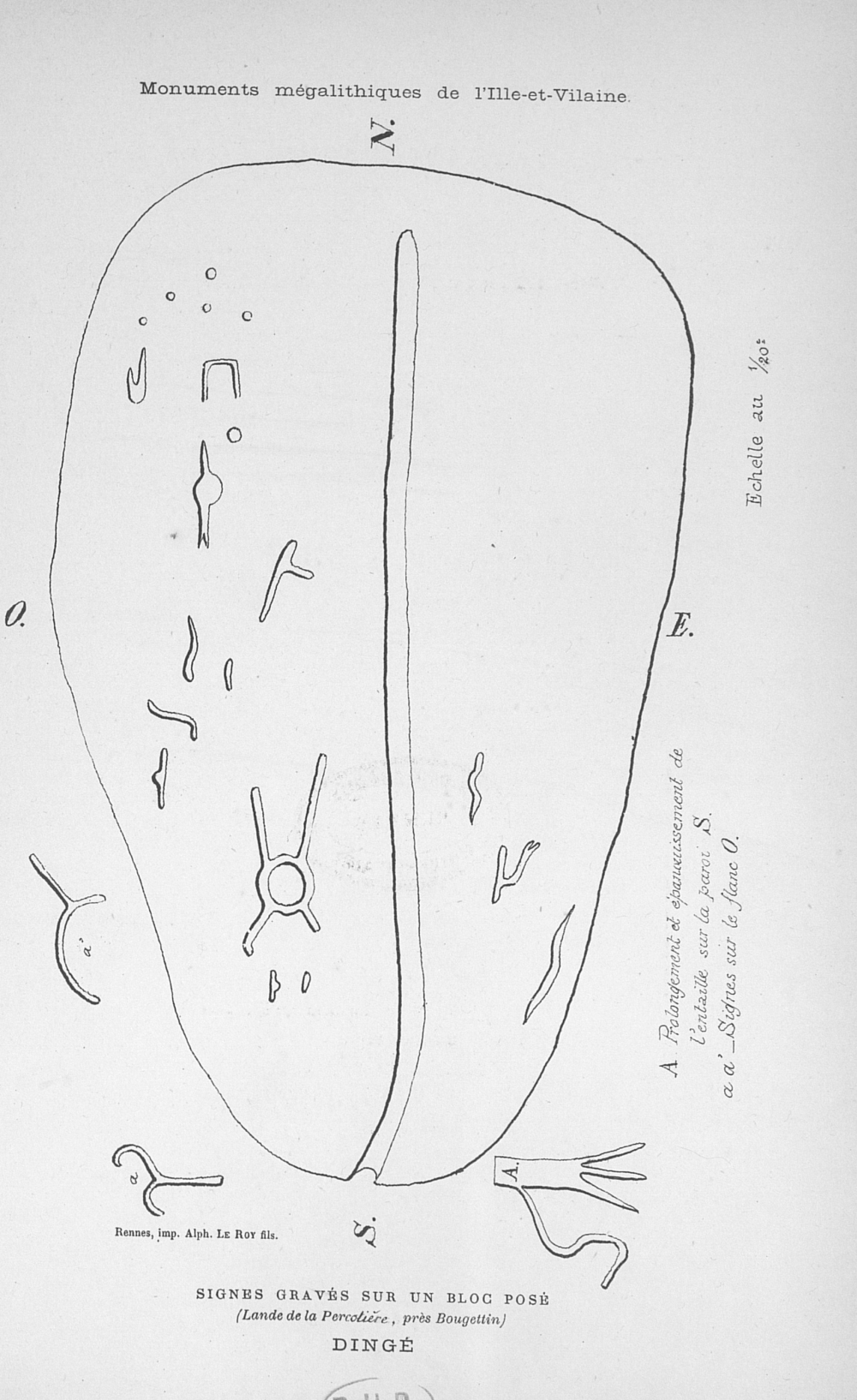
Relevé de Paul Bézier

C'est une pierre ovoïde en granite longue de 3,30 m et large au maximum de 2 m. Elle est posée à plat sur le sol dont elle dépasse au maximum de 1,50 m. Elle comporte une entaille de 10 cm de profondeur sur 6 cm de largeur qui la divise en deux parties à peu près égales. La pierre est recouverte de diverses gravures de 1 à 2 cm de profondeur sur la face supérieure et les flancs dont P. Bézier a publié un relevé en 1883.
La pierre a fait l'objet d'une christianisation par l'ajout d'une croix elle-même gravée d'un Christ.

## Folklore
Selon la tradition, le diable avait sanglé la pierre pour l'emporter au Mont Saint-Michel mais en la soulevant la sangle se rompit et laissa son empreinte sur la pierre sous la forme de l'entaille désormais visible.